# Coldworker
A Coldworker svéd death metal/deathgrind együttes volt 2006 és 2013 között.

## Története
A zenekart a Nasum dobosa, Anders Jakobson alapította. Felfogadta Anders Bertilsson gitárost a The Project Hate MCMXCIX együttesből, és Oskar Pålsson basszusgitárost. 2006 márciusában csatlakozott hozzájuk André Alvinzi gitáros is. Az énekes pedig Joel Fornbrant lett. Így megalakult a Coldworker. Első nagylemezüket 2006-ban adták ki. Az albumot Dan Swanö mixelte. Ugyanezen év júliusában az együttes leszerződött a Relapse Recordshoz. Ezt az albumot egy split lemez követte a Pig Destroyer és Antigama  együttesekkel. 2008-ban megjelent a Coldworker második albuma. Utolsó nagylemezüket 2012-ben jelentették meg. 2013 júliusában feloszlottak. A döntést az együttes egész egyszerűen azzal indokolta, hogy már nem szeretnék tovább csinálni.

## Tagok
- Joel Fornbrant - ének (2006-2013)
- Anders Bertilsson - gitár (2006-2013)
- Oskar Pålsson - basszusgitár (2006-2013)
- Anders Jakobson - dob (2006-2013)
- Daniel Schröder - gitár (2007-2013)

## Korábbi tagok
- André Alvinzi - gitár (2006-2007)

## Diszkográfia
- The Contaminated Void (2006)
- Pig Destroyer / Coldworker / Antigama (2007)
- Rotting Paradise (2008)
- The Doomsayer's Call (2012)